# Bodio TI
| TI ist das Kürzel für den Kanton Tessin in der Schweiz. Es wird verwendet, um Verwechslungen mit anderen Einträgen des Namens Bodio zu vermeiden. |

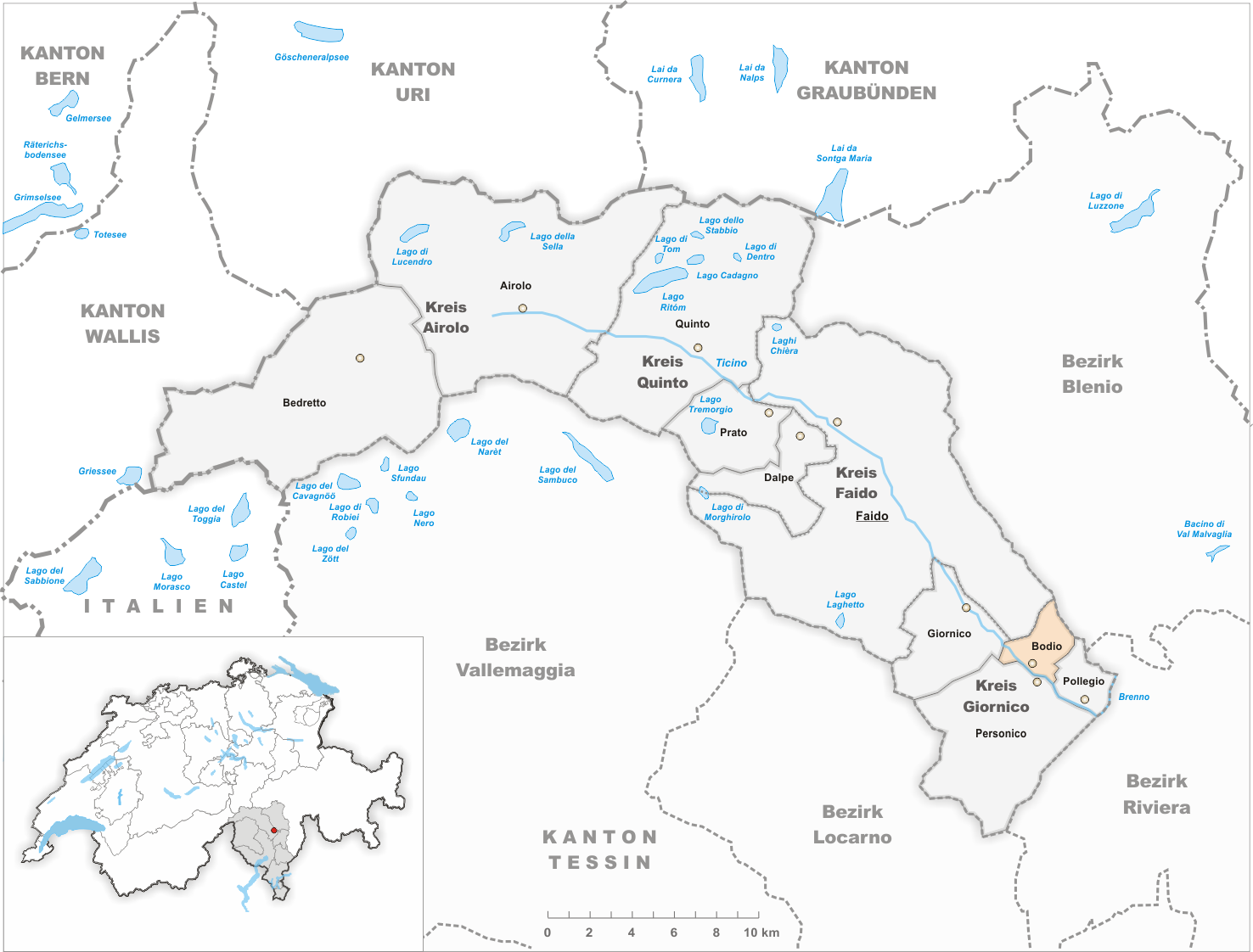
Gemeindestand bis zur Fusion am 6. April 2025

Bodio (lombardisch Böit) ist ein Dorf in der politischen Gemeinde Giornico im Schweizer Kanton Tessin. Bis zum 6. April 2025 bildete Bodio eine eigenständige Gemeinde.

## Geographie
Bodio liegt auf einer Höhe von 331 m ü. M. in der unteren Valle Leventina an der Strasse Biasca-Airolo, am linken Ufer des Ticino, 5 km nordwestlich von Biasca.
Nachbargemeinden sind Pollegio, Personico und Serravalle.

## Geschichte
1227 wurden Bodio als Boidi sowie die dortige Kirche Santo Stefano erwähnt. Zusammen mit den oberhalb gelegenen, im Mittelalter bewohnten Siedlungen von Simbra (oder Saimola) bildete das Dorf eine Degagna der ehemaligen Nachbarschaft Giornico. Während der Herrschaft des Domkapitels Mailand über die drei ambrosianischen Täler wurden im Mai und November in Bodio die sogenannten placita donnegalia der Leventina abgehalten, Versammlungen, die dazu dienten, Recht zu sprechen und einige Abgaben einzufordern. Bis ins 16. Jahrhundert gehörte das Dorf zur Pfarrei Giornico. Eine eigene Pfarrei Bodio ist ab 1567 belegt, bis 1602 gehörte auch Pollegio dazu. Letztere wurde vermutlich zusammen mit einem grossen Dorfteil durch einen Erdrutsch im 15. Jahrhundert zerstört. Die heutige Kirche stammt aus dem 19. Jahrhundert. 1799 erstellten die österreichisch-russischen Truppen Suworows im Dorf ein verschanztes Lager. Bodio stimmte 1814 für den Anschluss der Leventina an den Kanton Tessin.
In der ersten Hälfte des 19. Jahrhunderts überschwemmte der Fluss Ticino die Gemeinde mehrfach. Diese Naturkatastrophen verursachten grosse Schäden und forderten Todesopfer. Ende des 19. Jahrhunderts setzte eine grosse Auswanderungswelle ein. Etwa ein Fünftel der damaligen Bevölkerung Bodios wanderte in die Vereinigten Staaten aus und siedelte vorwiegend in Kalifornien und Nevada. 
Das Elektrizitätswerk Centrale elettrica della Biaschina entstand in den Jahren 1906–1911. Unternehmen wie die Metallschleifwerkstätten Diamant, die Officine del Gottardo (Metallkomponenten) und die chemischen Werkstätten von Nitrum (Derivate aus Stickstoff) und zwei Betriebe zur industriellen Gewinnung von Calciumcarbid wurden in Bodio gegründet. Der Niedergang dieser Unternehmen begann mit dem Ende des Ersten Weltkriegs, da die Produktion wieder umgestellt werden musste, die während des Konflikts hauptsächlich aus Kriegsmaterial für Sprengstoffe bestand, und die Erhöhung der Eisenbahntarife. Am 21. Juli 1921 zerstörte eine Explosion fast gänzlich drei Fabriken und tötete 15 Personen. Der Sachschaden belief sich auf 6 Millionen Franken. Am 6. April 2025 wurde Bodio in die Gemeinde Giornico eingemeindet. 
Bodio bildet nach wie vor eine eigenständige Bürgergemeinde.

## Bevölkerung
In Bodio wurden 1354 32 und 1567 50 Feuerstätten gezählt.
 

Seit dem Jahr 1600 entwickelte sich die Bevölkerung wie folgt:
Einwohnerzahlen: Volkszählungsdaten
Die starke Zunahme der Einwohner zwischen 1941 und 1980 bzw. die starke Abnahme von 1980 bis 2000 ist auf die Stahlwerke Monteforno zurückzuführen. Diese eröffneten 1946 und beschäftigten 1971 1750 Personen. Nach der Übernahme 1977 durch die Firma Von Roll wurden in den Folgejahren in fortschreitendem Masse Arbeitsplätze abgebaut. Am 31. Januar 1995 wurden die Stahlwerke endgültig geschlossen.

## Wirtschaft
Durch den Bau der Gotthardbahn kam Industrie in die Gegend. Das Unternehmen heute ist die Timcal, die synthetisches Graphit und Schmiermittel für hohe Temperaturen produziert. Bis auf 4 Hektar Weinanbau gibt es auf dem Gemeindegebiet keine Landwirtschaft mehr.
Das Südportal des Gotthard-Basistunnels liegt am Ostrand des Dorfes Bodio, der Installationsplatz und das Besucherzentrum sind in der Nachbargemeinde Pollegio.

## Industrie
- Ehemalig Monteforno, Acciaierie e Laminatoi SA (Bodio)[8]

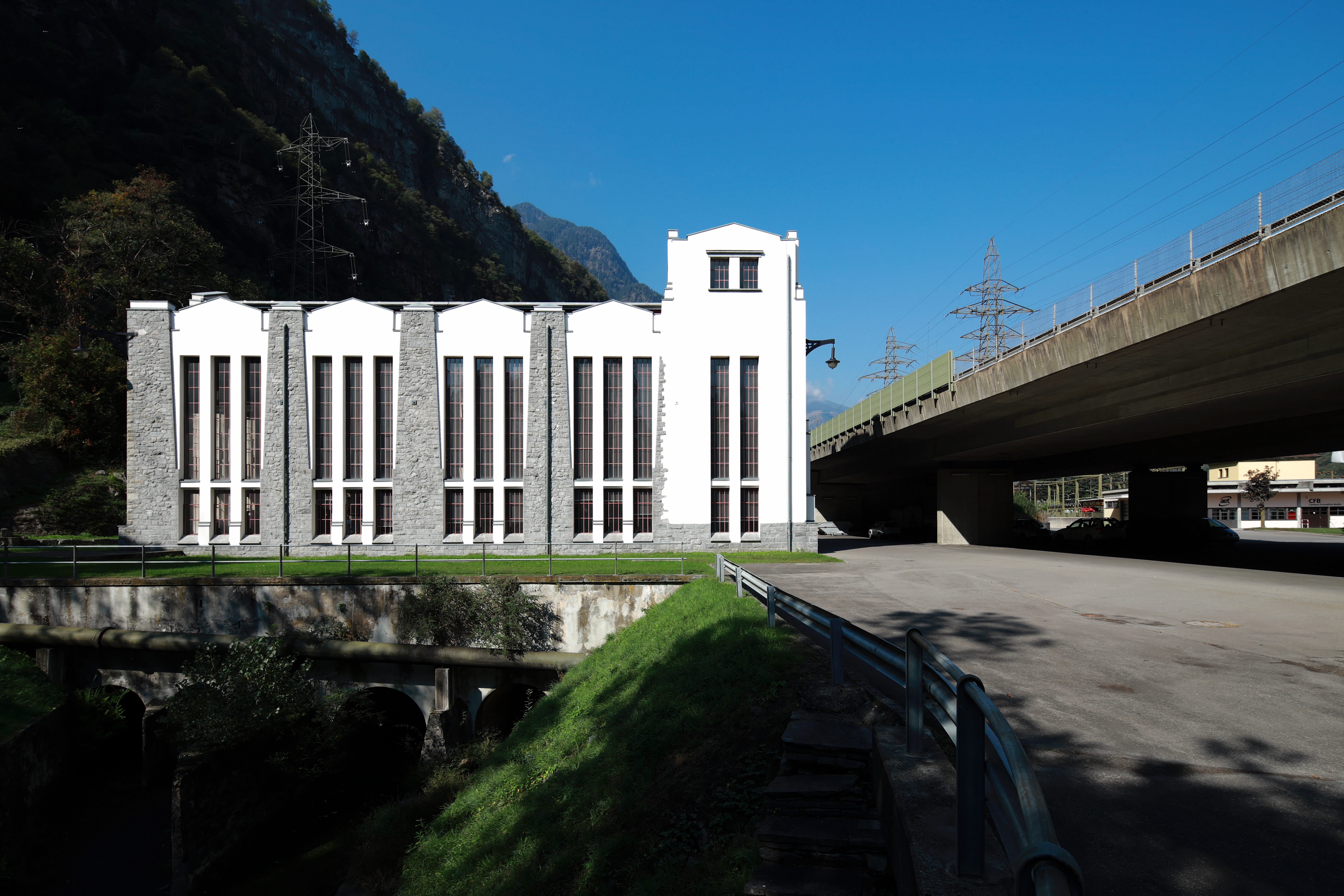
Elektrizitätswerk Biaschina

## Sport
- Football Club Bodio[9]

## Sehenswürdigkeiten
- Pfarrkirche Santo Stefano mit Fresken des Malers Pompeo Maino[10] und Glasmalerei (1983) des Malers Roberto Pasotti, Kapuziner[11][12]
- Villa Corecco[12]
- Elektrizitätswerk Biaschina (1906–1911), Architekten: Ugo Monneret de Villard, Agostino Nizzola[13]

## Bilder

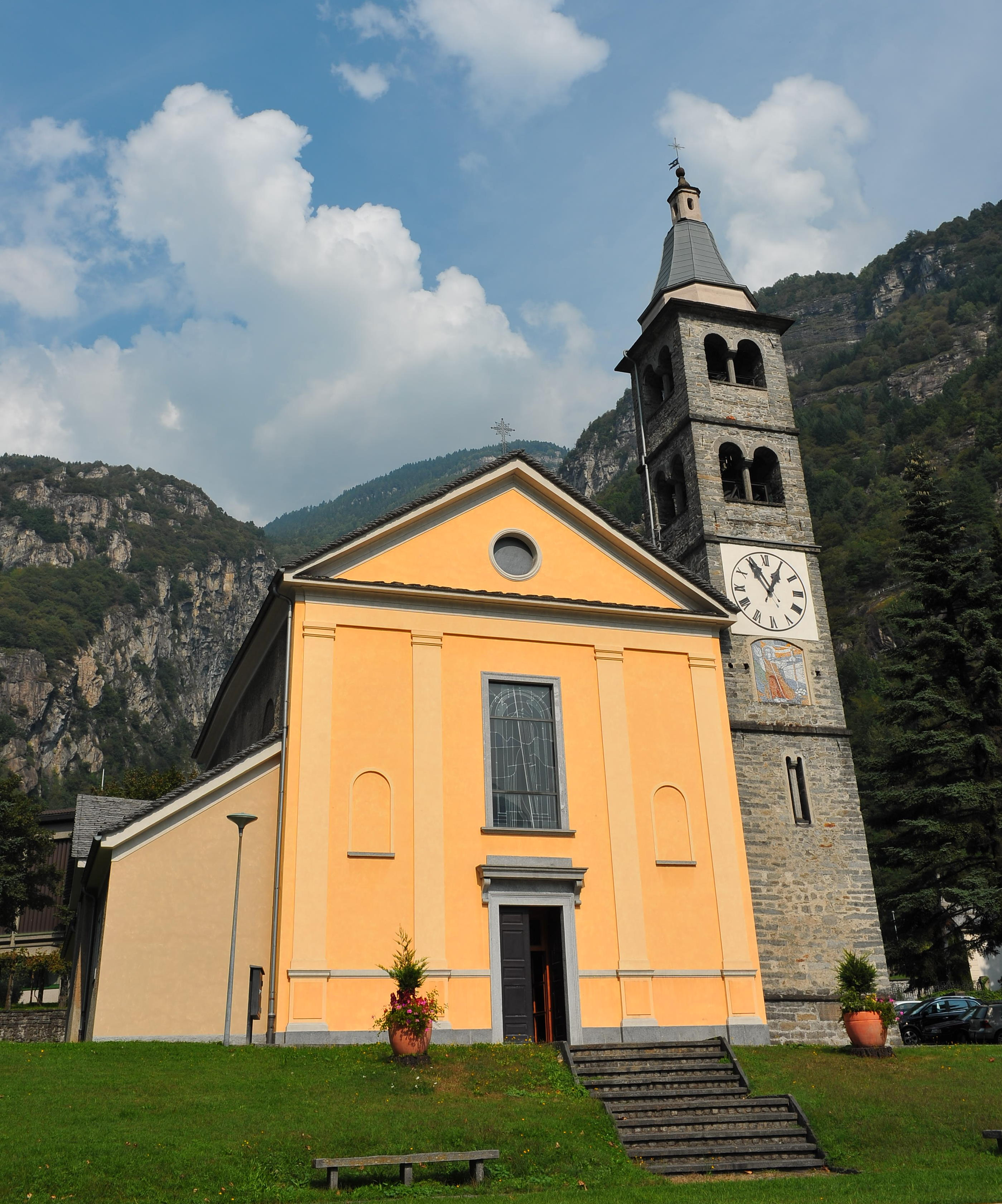
Kirche Santo Stefano
Flugaufnahme von Walter Mittelholzer der Metallwerke Monteforno (1931)
Bodio. Historisches Bild von Leo Wehrli (1936)
Bodio, Industrie. Historisches Luftbild von Werner Friedli (Fotograf) (1954)
Bodio. Historisches Luftbild von Werner Friedli (1954)
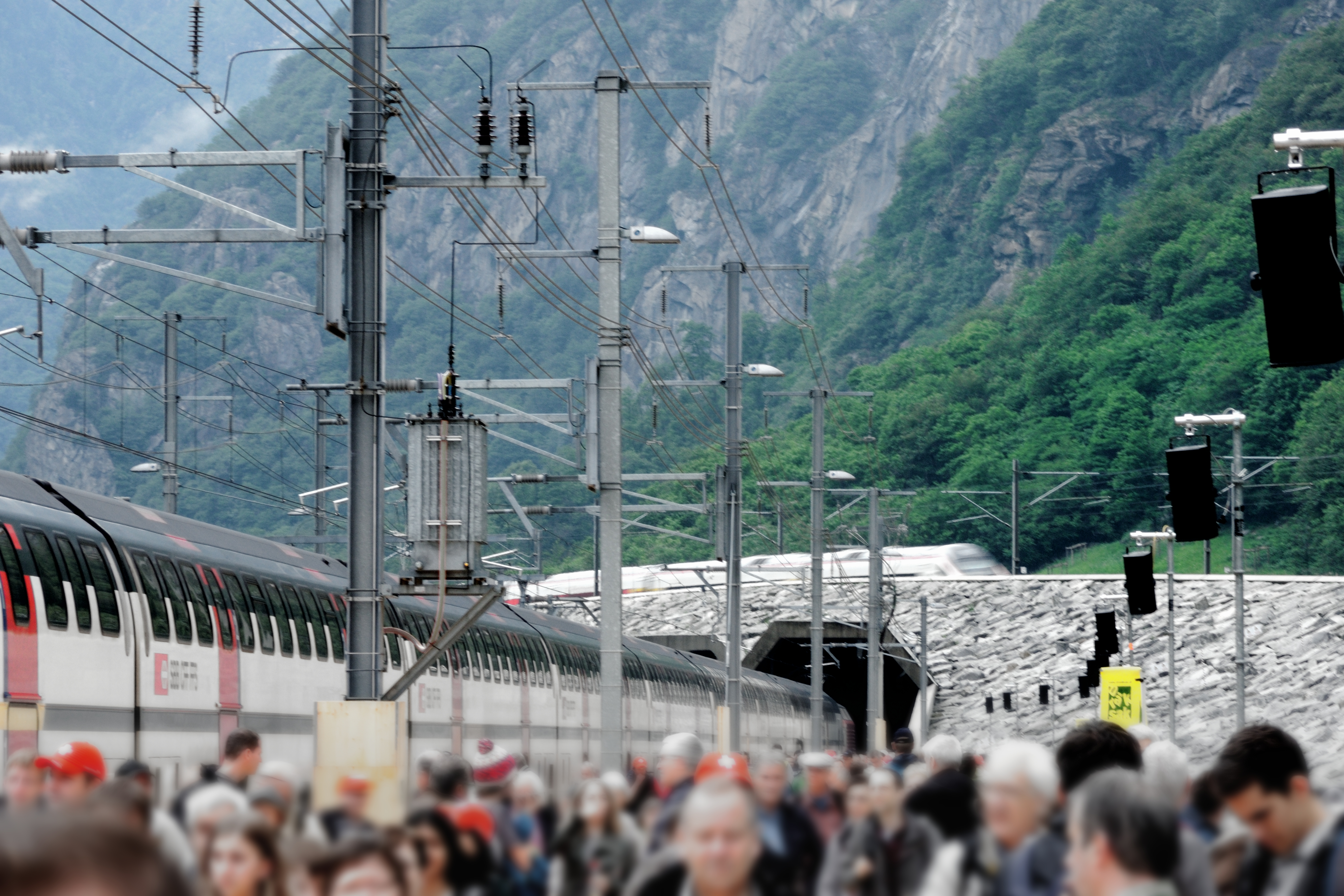
Gotthard-Basistunnel-Eröffnung im Jahre 2016

## Persönlichkeiten
- Stefano Franscini (1796–1857), Lehrer, Staatsrat, Bundesrat, Publizist und Statistiker
- Antonio Corecco (1821–1902), Arzt, Gemeindepräsident von Bodio, Tessiner Grossrat und Staatsrat
- Eros Bellinelli (1920–2019), Journalist und Autor
- Rodolfo Pedroli (* 29. August 1920 in Bodio; † 3. Februar 2012 in Neuenburg), Bauingenieur, Dozent am Abendtechnikum in Bern für hydraulische Konstruktionen[14]
- Giorgio Cambissa (* 17. Mai 1921 in Bodio; † 29. Juni 1998 in Muravera (Cagliari)), Komponist und Orchesterdirigent[15]
- Paolo Paoloni (1929–2019), italienischer Schauspieler
- Ennio Maccagno (* 1960 in Bodio), Dozent, Philosoph, Schriftsteller[16][17]